# Sergio Canales
Sergio Canales Madrazo (Santander, 16 febbraio 1991) è un calciatore spagnolo, centrocampista del Monterrey.

## Caratteristiche tecniche
Si tratta di un centrocampista centrale molto tecnico, in grado di agire anche come trequartista o partire come esterno per potersi successivamente accentrare. Capace di trovare la posizione giusta per essere servito, è altresì in grado di smistare i palloni grazie alla sua eccellente visione di gioco. In fase offensiva riesce sovente a vedere la porta e calciare con il suo potente sinistro.
Nel 2010 è stato inserito nella lista dei migliori calciatori nati dopo il 1989 stilata da Don Balón, e nel 2012 è stato inserito nella lista dei migliori calciatori nati dopo il 1991, stilata sempre da Don Balón.

## Carriera

### Club

#### Racing Santander
Canales è un prodotto delle giovanili del Racing Santander. Il Deportivo ha acquistato il 50% dei diritti sul calciatore nel 2006, come parte del trasferimento che ha portato Pedro Munitis a Santander. Dudu Aouate e Antonio Tomás sono stati coinvolti nel trasferimento, ma nella direzione opposta.
Il 18 settembre 2008, ha debuttato con la prima squadra del Racing, giocando un incontro casalingo di Coppa UEFA contro i finlandesi dell'Honka. Circa due settimane dopo, ha esordito anche nella Primera División, contro l'Osasuna. Entrambe le gare si sono concluse con la vittoria del Racing per uno a zero.
Avendo gradualmente ottenuto maggiore spazio in prima squadra, il 9 gennaio 2010 ha realizzato addirittura una doppietta nella vittoria in casa del Siviglia (il risultato finale è stato 2-1).

#### Real Madrid
Dal 1º luglio 2010 è acquistato per 6 milioni di euro dal Real Madrid. Il 20 aprile vince il suo primo trofeo, la Coppa del Re, vinta dalle Merengues in finale contro il Barcellona. In virtù di ciò, il club blanco decide di girarlo in prestito per permettere al centrocampista di acquisire una maggiore esperienza.

#### Valencia
Il 4 agosto 2011 viene ufficializzato il passaggio del giocatore al Valencia con la formula del prestito con diritto di riscatto. Il Real Madrid, dal canto suo, si garantisce un diritto di contro-riscatto. Il 23 ottobre 2011, al 34' della partita Athletic Bilbao-Valencia, si infortuna restando fuori per sei mesi. Il 9 agosto 2012 il Valencia annuncia di aver fatto sottoscrivere un contratto quinquennale al calciatore. Il 24 ottobre 2013 realizza la sua prima rete in una competizione internazionale, mettendo a segno il quinto gol nel 5-1 interno nell'Europa League 2013-2014 contro il St. Gallen.

#### Real Sociedad
Il 31 gennaio 2014 viene acquistato dalla Real Sociedad per 3,5 milioni di euro, firmando un contratto fino al giugno 2018. Nei primi 6 mesi totalizza 18 presenze nelle varie competizioni e 2 gol.

#### Real Betis
Il 3 luglio 2018, dopo essere rimasto svincolato, firma un contratto quadriennale con il Betis con il quale vince una Coppa del Re nel 2022, battendo in finale il Valencia ai calci di rigore.

#### Monterrey
Il 24 luglio 2023 viene acquistato dai messicani del Monterrey.

### Nazionale
Canales ha collezionato presenze con tutte le nazionali giovanili della Spagna. Nel 2010 è vice-campione europeo Under-19, inoltre segna un gol nelle semifinali contro l'Inghilterra. In Israele, nel 2013 conquista il titolo Under-21.
Il 23 marzo 2019 debutta a 28 anni con la nazionale maggiore spagnola nel successo 2-1 contro la Norvegia. L'11 novembre 2020 realizza la sua prima rete con la Roja in occasione del pareggio per 1-1 in amichevole contro i Paesi Bassi.

## Statistiche

### Presenze e reti nei club
Statistiche aggiornate al 28 luglio 2025.
| Stagione                | Club                    | Campionato              | Campionato | Campionato | Coppe nazionali | Coppe nazionali | Coppe nazionali | Coppe continentali | Coppe continentali | Coppe continentali | Supercoppe | Supercoppe | Supercoppe | Totale | Totale |
| Stagione                | Club                    | Comp                    | Pres       | Reti       | Comp            | Pres            | Reti            | Comp               | Pres               | Reti               | Comp       | Pres       | Reti       | Pres   | Reti   |
| ----------------------- | ----------------------- | ----------------------- | ---------- | ---------- | --------------- | --------------- | --------------- | ------------------ | ------------------ | ------------------ | ---------- | ---------- | ---------- | ------ | ------ |
| 2008-2009               | Racing Santander        | PD                      | 6          | 0          | CR              | 1               | 0               | CU                 | 1                  | 0                  | -          | -          | -          | 8      | 0      |
| 2009-2010               | Racing Santander        | PD                      | 26         | 6          | CR              | 5               | 1               | -                  | -                  | -                  | -          | -          | -          | 31     | 7      |
| Totale Racing Santander | Totale Racing Santander | Totale Racing Santander | 32         | 6          |                 | 6               | 1               |                    | 1                  | 0                  |            | -          | -          | 39     | 7      |
| 2010-2011               | Real Madrid             | PD                      | 10         | 0          | CR              | 3               | 0               | UCL                | 2                  | 0                  | -          | -          | -          | 15     | 0      |
| 2011-2012               | Valencia                | PD                      | 11         | 1          | CR              | 0               | 0               | UCL+UEL            | 3+2                | 0                  | -          | -          | -          | 16     | 1      |
| 2012-2013               | Valencia                | PD                      | 13         | 2          | CR              | 1               | 0               | UCL                | 1                  | 0                  |            | -          | -          | 15     | 2      |
| 2013-gen. 2014          | Valencia                | PD                      | 19         | 0          | CR              | 3               | 0               | UEL                | 5                  | 2                  | -          | -          | -          | 27     | 2      |
| Totale Valencia         | Totale Valencia         | Totale Valencia         | 43         | 3          |                 | 4               | 0               |                    | 11                 | 2                  |            | -          | -          | 58     | 5      |
| gen.-giu. 2014          | Real Sociedad           | PD                      | 16         | 2          | CR              | 2               | 0               | UCL                | -                  | -                  | -          | -          | -          | 18     | 2      |
| 2014-2015               | Real Sociedad           | PD                      | 36         | 4          | CR              | 3               | 0               | UEL                | 3                  | 0                  | -          | -          | -          | 42     | 4      |
| 2015-2016               | Real Sociedad           | PD                      | 16         | 0          | CR              | 2               | 1               | -                  | -                  | -                  | -          | -          | -          | 18     | 1      |
| 2016-2017               | Real Sociedad           | PD                      | 31         | 0          | CR              | 6               | 0               | -                  | -                  | -                  | -          | -          | -          | 37     | 0      |
| 2017-2018               | Real Sociedad           | PD                      | 36         | 4          | CR              | 2               | 1               | UEL                | 7                  | 0                  | -          | -          | -          | 45     | 5      |
| Totale Real Sociedad    | Totale Real Sociedad    | Totale Real Sociedad    | 135        | 10         |                 | 15              | 2               |                    | 10                 | 0                  |            |            | -          | 160    | 12     |
| 2018-2019               | Betis Siviglia          | PD                      | 29         | 7          | CR              | 6               | 1               | UEL                | 8                  | 1                  | -          | -          | -          | 43     | 9      |
| 2019-2020               | Betis Siviglia          | PD                      | 36         | 6          | CR              | 1               | 0               | -                  | -                  | -                  | -          | -          | -          | 37     | 6      |
| 2020-2021               | Betis Siviglia          | PD                      | 31         | 8          | CR              | 3               | 2               | -                  | -                  | -                  | -          | -          | -          | 34     | 10     |
| 2021-2022               | Betis Siviglia          | PD                      | 34         | 5          | CR              | 6               | 2               | UEL                | 8                  | 1                  |            | -          | -          | 48     | 8      |
| 2022-2023               | Betis Siviglia          | PD                      | 31         | 4          | CR              | 2               | 0               | UEL                | 8                  | 2                  | SS         | 1          | 0          | 42     | 6      |
| Totale Betis            | Totale Betis            | Totale Betis            | 164        | 30         |                 | 18              | 5               |                    | 22                 | 4                  |            | 1          | 0          | 205    | 39     |
| 2023-2024               | Monterrey               | PD                      | 21+4       | 10+1       | -               | -               | -               | CCC                | 7                  | 0                  | LC         | 5          | 2          | 37     | 13     |
| 2024-2025               | Monterrey               | PD                      | 30+9       | 14+3       | -               | -               | -               | CCC                | 3                  | 1                  | LC+CmC     | 1+3        | 0          | 46     | 18     |
| 2025-2026               | Monterrey               | PD                      | 2          | 0          | -               | -               | -               | -                  | -                  | -                  | LC         | 2          | 2          | 4      | 2      |
| Totale Monterrey        | Totale Monterrey        | Totale Monterrey        | 53+13      | 24+4       |                 | 0               | 0               |                    | 10                 | 1                  |            | 11         | 4          | 87     | 33     |
| Totale carriera         | Totale carriera         | Totale carriera         | 434        | 74         |                 | 45              | 8               |                    | 54                 | 7                  |            | 12         | 4          | 541    | 93     |

### Cronologia presenze e reti in nazionale
| Cronologia completa delle presenze e delle reti in nazionale ― Spagna | Cronologia completa delle presenze e delle reti in nazionale ― Spagna | Cronologia completa delle presenze e delle reti in nazionale ― Spagna | Cronologia completa delle presenze e delle reti in nazionale ― Spagna | Cronologia completa delle presenze e delle reti in nazionale ― Spagna | Cronologia completa delle presenze e delle reti in nazionale ― Spagna | Cronologia completa delle presenze e delle reti in nazionale ― Spagna | Cronologia completa delle presenze e delle reti in nazionale ― Spagna |
| Data                                                                  | Città                                                                 | In casa                                                               | Risultato                                                             | Ospiti                                                                | Competizione                                                          | Reti                                                                  | Note                                                                  |
| --------------------------------------------------------------------- | --------------------------------------------------------------------- | --------------------------------------------------------------------- | --------------------------------------------------------------------- | --------------------------------------------------------------------- | --------------------------------------------------------------------- | --------------------------------------------------------------------- | --------------------------------------------------------------------- |
| 23-3-2019                                                             | Valencia                                                              | Spagna                                                                | 2 – 1                                                                 | Norvegia                                                              | Qual. Euro 2020                                                       | -                                                                     | 74’                                                                   |
| 26-3-2019                                                             | Ta' Qali                                                              | Malta                                                                 | 0 – 2                                                                 | Spagna                                                                | Qual. Euro 2020                                                       | -                                                                     |                                                                       |
| 7-10-2020                                                             | Lisbona                                                               | Portogallo                                                            | 0 – 0                                                                 | Spagna                                                                | Amichevole                                                            | -                                                                     | 79’                                                                   |
| 10-10-2020                                                            | Madrid                                                                | Spagna                                                                | 1 – 0                                                                 | Svizzera                                                              | UEFA Nations League 2020-2021 - 1º turno                              | -                                                                     | 57’                                                                   |
| 13-10-2020                                                            | Kiev                                                                  | Ucraina                                                               | 1 – 0                                                                 | Spagna                                                                | UEFA Nations League 2020-2021 - 1º turno                              | -                                                                     | 73’                                                                   |
| 11-11-2020                                                            | Amsterdam                                                             | Paesi Bassi                                                           | 1 – 1                                                                 | Spagna                                                                | Amichevole                                                            | 1                                                                     | 72’                                                                   |
| 14-11-2020                                                            | Basilea                                                               | Svizzera                                                              | 1 – 1                                                                 | Spagna                                                                | UEFA Nations League 2020-2021 - 1º turno                              | -                                                                     | 73’                                                                   |
| 17-11-2020                                                            | Siviglia                                                              | Spagna                                                                | 6 – 0                                                                 | Germania                                                              | UEFA Nations League 2020-2021 - 1º turno                              | -                                                                     | 12’                                                                   |
| 25-3-2021                                                             | Granada                                                               | Spagna                                                                | 1 – 1                                                                 | Grecia                                                                | Qual. Mondiali 2022                                                   | -                                                                     | 65’                                                                   |
| 31-3-2021                                                             | Siviglia                                                              | Spagna                                                                | 3 – 1                                                                 | Kosovo                                                                | Qual. Mondiali 2022                                                   | -                                                                     | 82’                                                                   |
| 15-6-2023                                                             | Enschede                                                              | Spagna                                                                | 2 – 1                                                                 | Italia                                                                | UEFA Nations League 2022-2023 - Semifinale                            | -                                                                     | 68’                                                                   |
| Totale                                                                |                                                                       | Presenze                                                              | 11                                                                    |                                                                       | Reti                                                                  | 1                                                                     |                                                                       |

## Palmarès

### Club
- Coppa di Spagna: 2

Real Madrid: 2010-2011
Betis: 2021-2022

### Nazionale
- Campionato d'Europa Under-21: 1

2013
- UEFA Nations League: 1

2022-2023